# No Pads, No Helmets… Just Balls
No Pads, No Helmets... Just Balls – debiutancki album kanadyjskiej grupy Simple Plan.

## Lista utworów
1. "I'd Do Anything" (z Markiem Hoppusem z Blink-182 – 3:17
2. "The Worst Day Ever" – 3:27
3. "You Don't Mean Anything" (z Good Charlotte) – 2:28
4. "I'm Just a Kid" – 3:18
5. "When I'm with You" – 2:37
6. "Meet You There" – 4:14
7. "Addicted" – 3:52
8. "My Alien" – 3:08
9. "God Must Hate Me" – 2:44
10. "I Won't Be There" – 3:09
11. "One Day" – 3:15
12. "Perfect" – 4:37
13. "My Christmas List" - 3:29 (utwór ukryty)

Enhanced edition bonus tracks
1. "Grow Up" – 2:32
2. "American Jesus (Live)" – 3:27